# Fonti di Marina

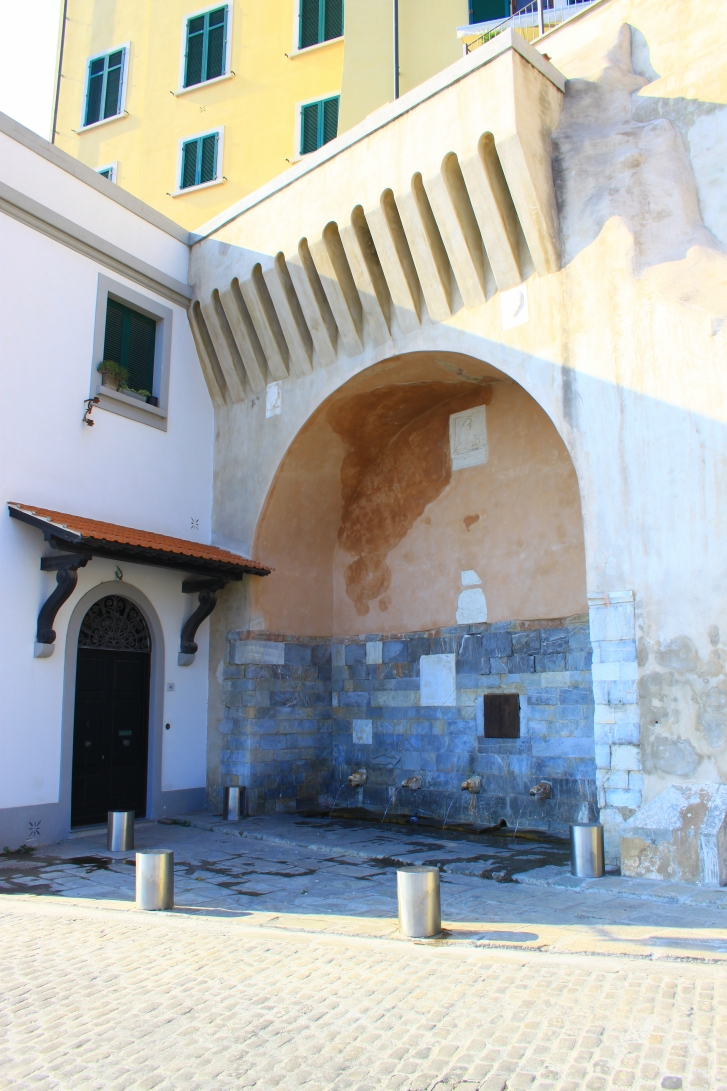
Fonti di Marina

Le Fonti di Marina sono un monumento di Piombino, situate in prossimità del Porto Antico di Piombino conosciuto come porticciolo di Marina (da cui prendono il nome), al di fuori della perduta Porta a Mare. 
Furono realizzate nel 1248 sotto la dominazione pisana, sfruttando una sorgente naturale. Sotto una volta a botte a tutto sesto, coronata da beccatelli, l'acqua sgorga ancora attraverso teste marmoree di animali (tre draghi ed un cavallo, con la quinta andata perduta alla fine del XIX secolo), forse opera giovanile di Nicola Pisano. Al centro del basamento in marmo si trova una lapide in caratteri gotici che ricorda la data del 1248 e i nomi di maestro Dorgodoio e dell'operaio Cambio. Più in basso si trova un rilievo di due bisce avvinghiate, da cui il nome popolare di "Fonti delle serpi in amore". Sotto la volta si trova una consunta Madonna col Bambino, probabile aggiunta quattrocentesca attribuita a Andrea Guardi.
Adiacenti ad essa, nella metà del XV secolo la comunità fece edificare i Lavatoi Pubblici, demoliti negli anni Trenta del XX secolo. 

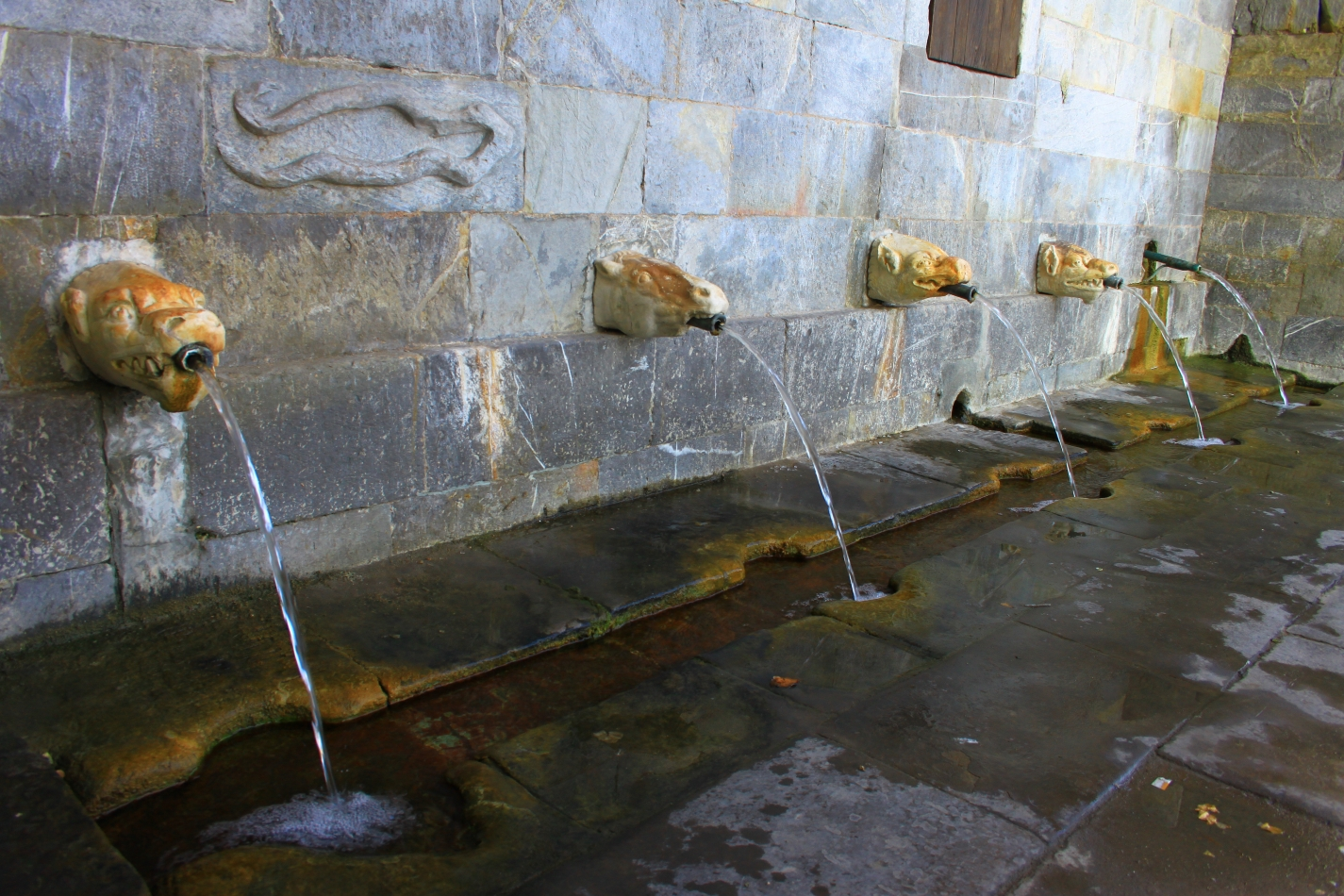
Dettaglio
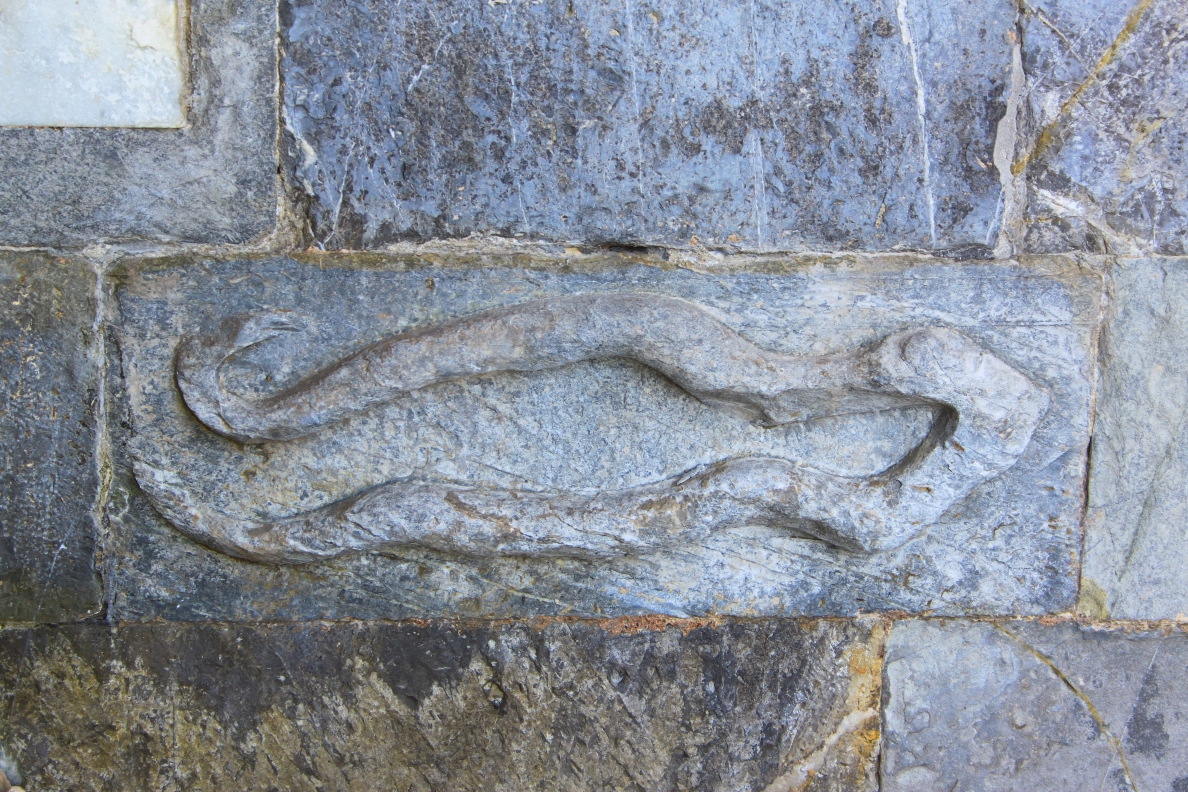
Le "serpi"
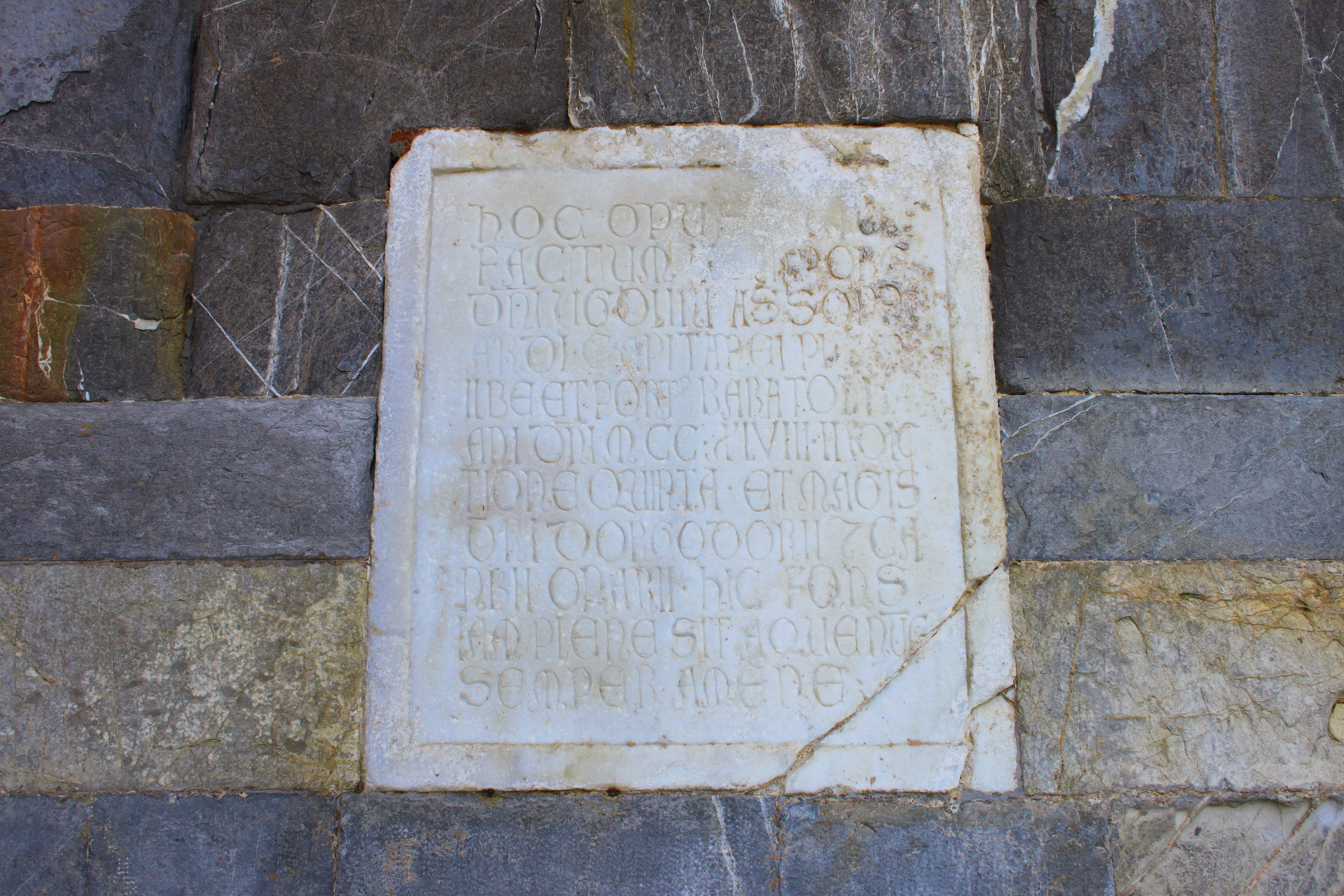
Iscrizione
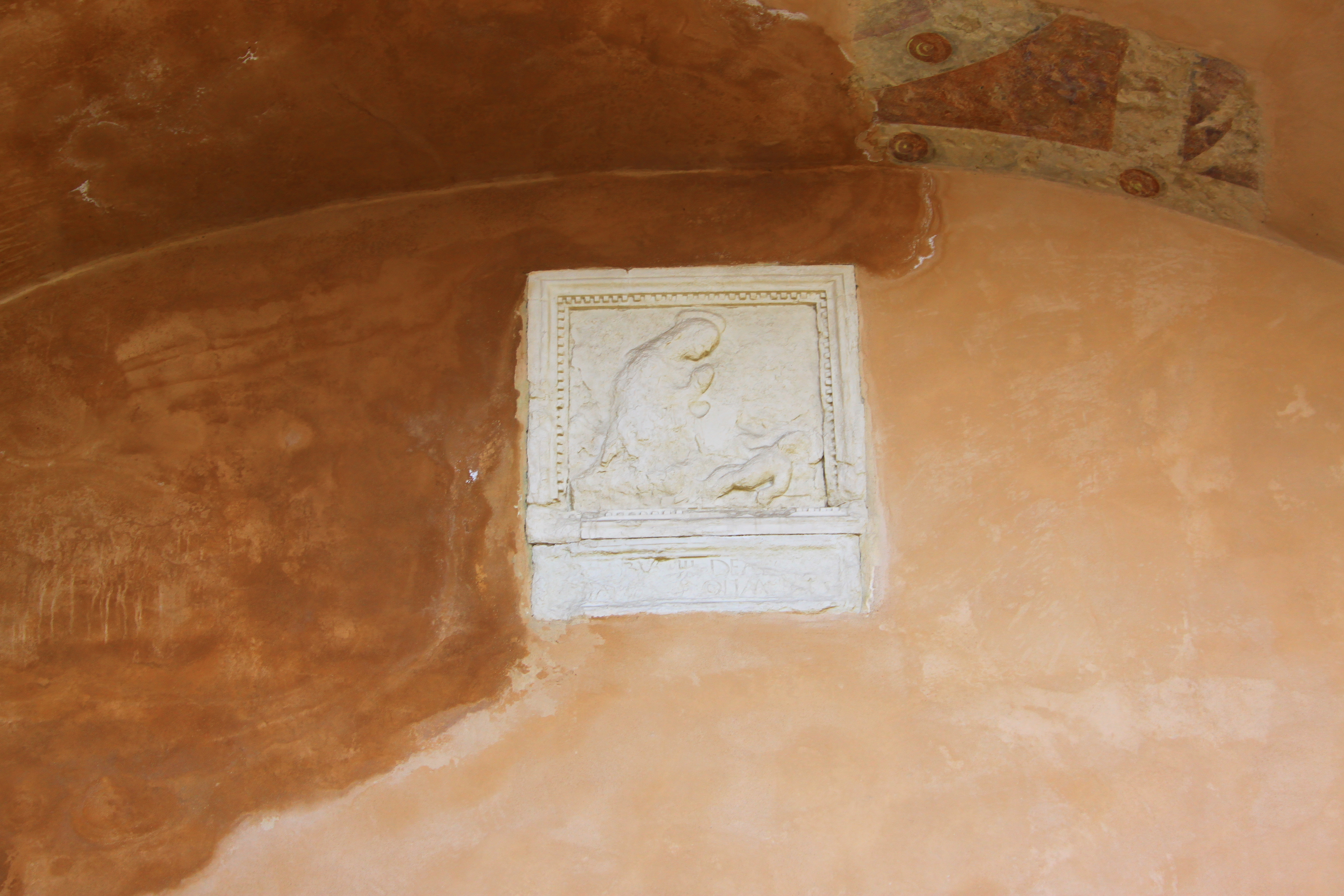
Bassorilievo